# Parc à fourrage
 (février 2024).
 (mai 2017).
Le parc à fourrage est un ancien parc de stockage de la nourriture des chevaux de l'armée royale, puis impériale française, situé sur l'ancienne commune de Pontlieue, devenue depuis lors un quartier de la ville du Mans. Réaménagé en espace vert en 2010, il est inauguré au printemps 2011.
Le toponyme "Parc à fourrage" se retrouve dans d'autres villes qui ont hérité d'un urbanisme militaire : à Batna (Algérie) ce nom est encore en vigueur en 2021.

## Réaménagement
Après avoir été partiellement réaménagé à la suite des constructions des casernes de pompiers, puis de la bibliothèque des archives départementales en 2003, le parc fait l'objet d'une réhabilitation complète à compter de février 2010. L'objectif est de le transformer en parc central du quartier de Pontlieue. Il suivra grossièrement les mêmes agencements que le parc Théodore Monod, dans le quartier de la Chasse Royale.
Le jardin public sera bien sûr planté de fleurs et d'arbres. Des érables japonais, mais aussi des malus et cornouillers sont prévus d'être plantés. Une série de chênes bordera l'allée centrale, en plein axe des archives départementales qui sera vraisemblablement le centre névralgique du nouveau poumon vert du quartier. Des pins seront plantés pour ombrager un  nouveau parking de quelque 34 places, situé le long de la caserne des pompiers du quartier.
Comme la majorité des autres parcs de la ville, le Parc à fourrage sera placé sous la surveillance d'agents employés par la ville et chargés de faire respecter le règlement intérieur signé par le maire. Les chiens ne seront pas acceptés, pas plus que les scooters et les vélos. Le parc sera entouré et néanmoins protégé par une grille de deux mètres de hauteur. C'est le paysagiste Laverne et le service environnement de la Ville qui se chargent de  l'architecture d'ensemble du parc. Ils veilleront notamment à ne pas trop l'enfermer, malgré un certain aspect de clos vu sa situation au sein du quartier. Vraisemblablement,un fossé d'un mètre autour du parc planté de végétaux sera mis en place. Cela devrait permettre d'amoindrir l'aspect de prison donné par les hautes grilles qui entoure le parc.